# سودان الأعلى - غوطان (شرس)

تعديل مصدري - تعديل

سودان الأعلى - غوطان هي إحدى قرى عزلة شرس الاعلى بمديرية شرس التابعة لمحافظة حجة، بلغ تعداد سكانها 127 نسمة حسب تعداد اليمن لعام 2004.